# الجمالات (لمصابيح)
الجمالات هي إحدى مشيخات المملكة المغربية، تتبع جغرافيا لإقليم آسفي وإداريًا للمصابيح. يقدر عدد سكانها بـ 5716 نسمة حسب الإحصاء الرسمي للسكان والسكنى لسنة 2004.